# Fort Napoleon

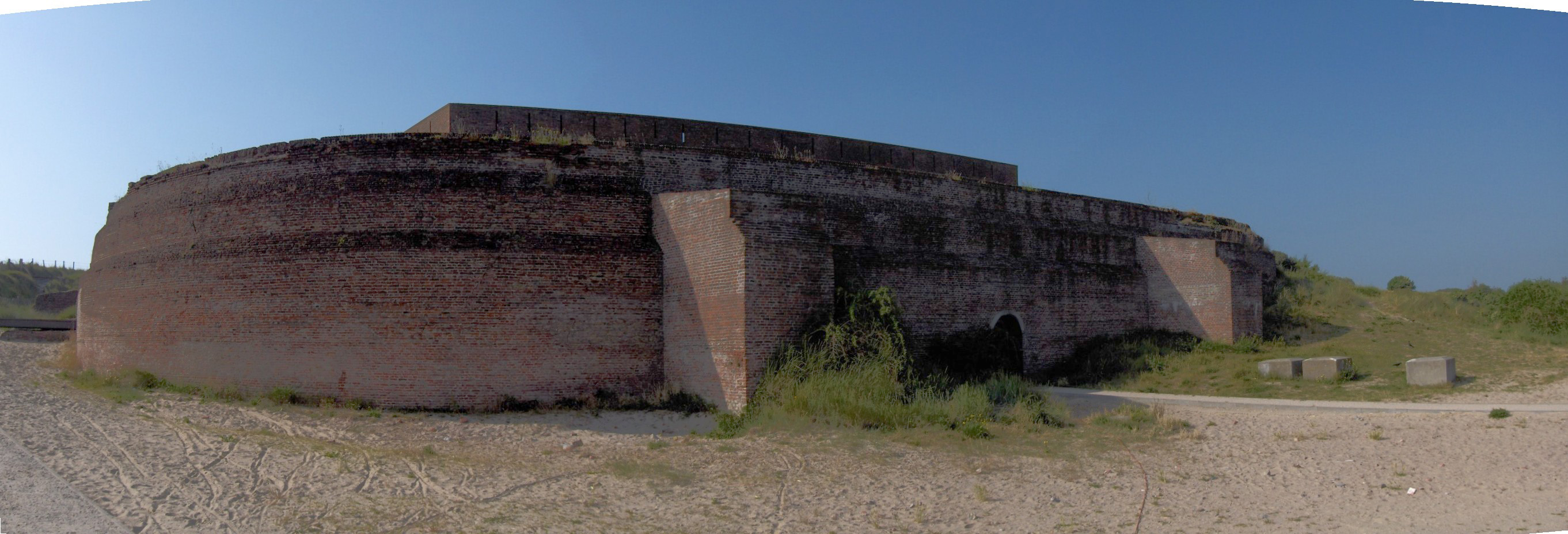
Panoramisch gezicht op Fort Napoleon

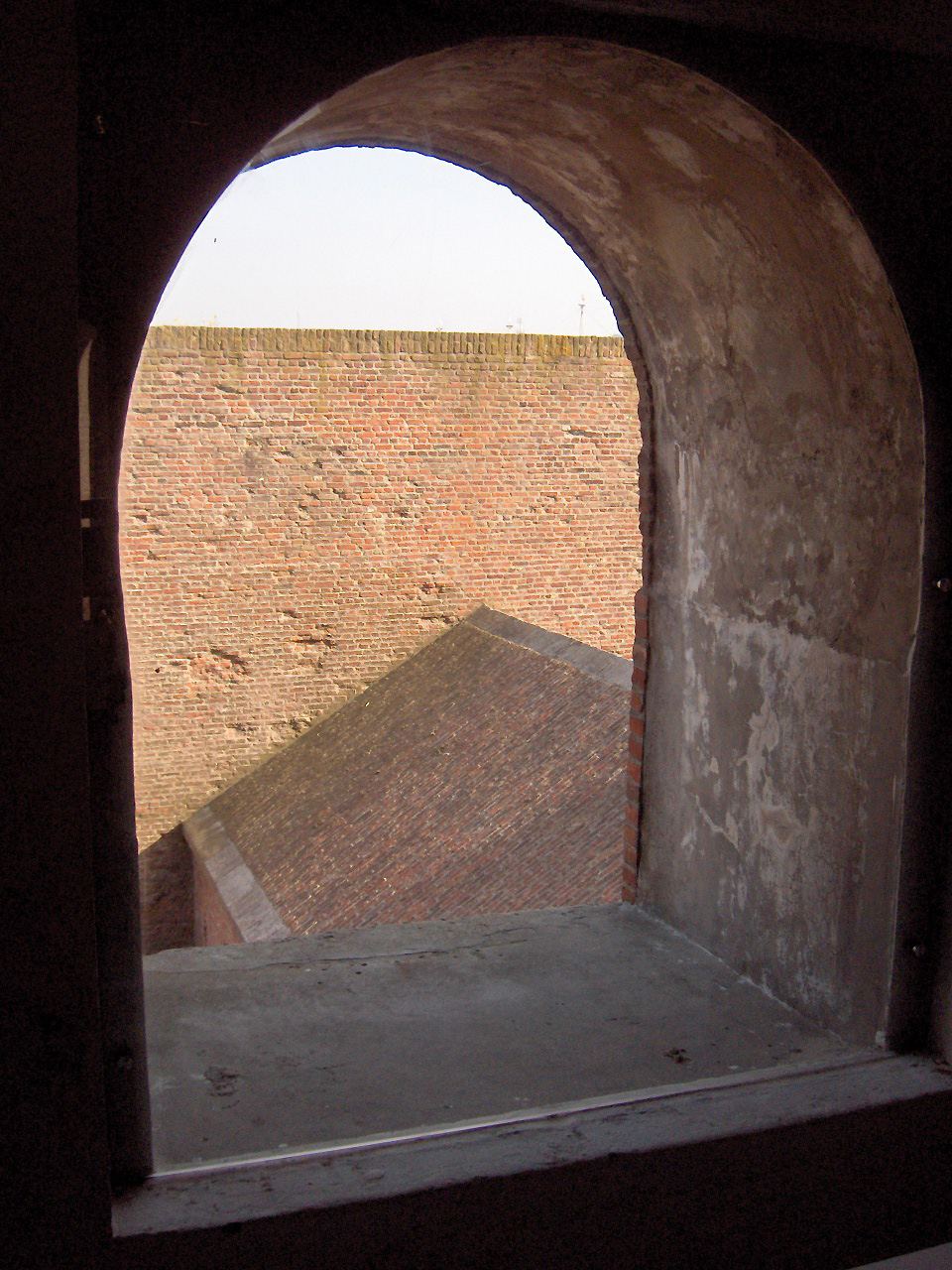
Gezicht door raam op het dak van een caponnière en de contrescarpe

Het Fort Napoleon is een fort in de Belgische kuststad Oostende. Het fort getuigt van het belang van Oostende als vestingstad in het verleden. Het is gelegen in de duinen op de oosteroever van Oostende, op wandelafstand van de haven en de zee.

## Voorgeschiedenis
Verschillende malen was het belang van een dergelijk fort reeds aangetoond, namelijk tijdens het Beleg van Oostende (1601-1604) en tijdens de dagenlange beschieting van Oostende in 1706 door de Engelse vloot.
Toen de Zuidelijke Nederlanden waren ingelijfd bij de Franse republiek, beseften de Fransen dit belang maar al te goed. Generaal Napoleon Bonaparte bracht hiervoor een eerste werkbezoek aan Oostende op 13 februari 1798, in het kader van een geplande invasie van Engeland. Het is echter weinig meer dan een vluchtige inspectie van de nog bestaande vestingen en het schouwen van de troepen van generaal Championnet. Maar de nodige financiële middelen voor verdere uitbreiding ontbraken en er werd slechts een sperketting aangelegd in de haven.

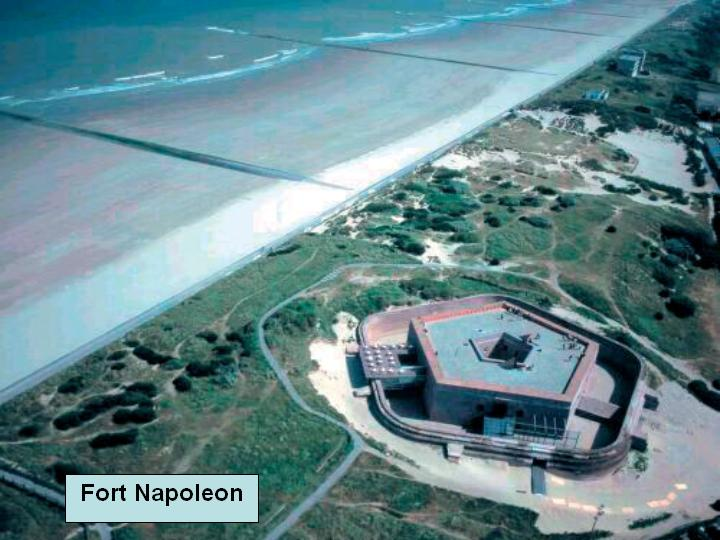
Luchtopname

De Engelsen hadden weet gekregen van dit bezoek en besloten in te grijpen. Op 19 mei 1798 verscheen er een vloot van 37 schepen, onder leiding van kapitein Home Riggs Popham (1762-1820), voor de kust van Oostende. De stad werd zwaar bestookt. Een Engels expeditiekorps, onder leiding van generaal-majoor Eyre Coote (1762-1823), maakte een landing in de duinen van Bredene. Hun doel was de vernietiging van het nabijgelegen sluizencomplex van Sas-Slijkens. Aldus kon Oostende voor zijn proviandering afgesloten worden van het kanaal naar Brugge. Een zware storm echter belette 's avonds de inscheping van dit korps. Er volgden enkele harde gevechten met de 150 grenadiers van de plaatscommandant kapitein Arnoud Muscar (1757-1837), versterkt met troepen uit Nieuwpoort en Brugge. Ten slotte moesten de Engelsen, na zware verliezen, zich overgeven. De Engelse vloot keerde verslagen terug naar Engeland. Muscar werd hetzelfde jaar nog bevorderd tot kolonel. De Muscarstraat in Oostende is trouwens naar hem genoemd. Deze actie had goed aangetoond hoe kwetsbaar Oostende was. De omwallingen werden hersteld en er werden bijkomende kanonnen geplaatst.
Maar Napoleon, ondertussen Eerste Consul, had zijn zinnen gezet op een invasie van Engeland. Oostende maakte toen deel uit van het 'Camp de Bruges', onder leiding van divisiegeneraal Davout. Een groot aantal manschappen (ongeveer 16.000) werd gelegerd in barakkenkampen, links en rechts van de havengeul. Op 9 juli 1803 bezoekt Napoleon Oostende een tweede maal en beveelt de bouw van kanonneerplatformen (batterie du musoir) op de staketselhoofden. Davout beveelt ook de oprichting van een platform voor mortieren en kanonnen op een duintop, ongeveer op dezelfde plaats waar later het fort zou opgericht worden.
Na een derde bezoek aan Oostende in augustus 1804, krijgt keizer Napoleon nu echter meer interesse in verdedigingswerken rond Antwerpen. De invasie van Engeland werd niet meer als zo dringend beschouwd door de gewijzigde politieke situatie op het Europees vasteland in 1805. De Slag bij Trafalgar (21 oktober 1805) deed de invasieplannen definitief verdwijnen. Maar een mislukte Britse inval op Walcheren in juli 1809 doet Napoleon opnieuw inzien dat ook Oostende een landingsplaats kan vormen voor een invasie van Britten.
Na een vierde bezoek, ditmaal vol pracht en praal, aan Oostende op 20 mei 1810, geeft Napoleon de volgende dag opdracht tot de bouw van drie forten: ten oosten van Oostende het fort Impérial, ten westen van Oostende het fort Royal, en (een nooit gebouwd) zuidelijk fort langs het sluizencomplex van Sas-Slijkens.
Napoleon bracht nog een vijfde bezoek aan Oostende op 21 en 22 september 1811.

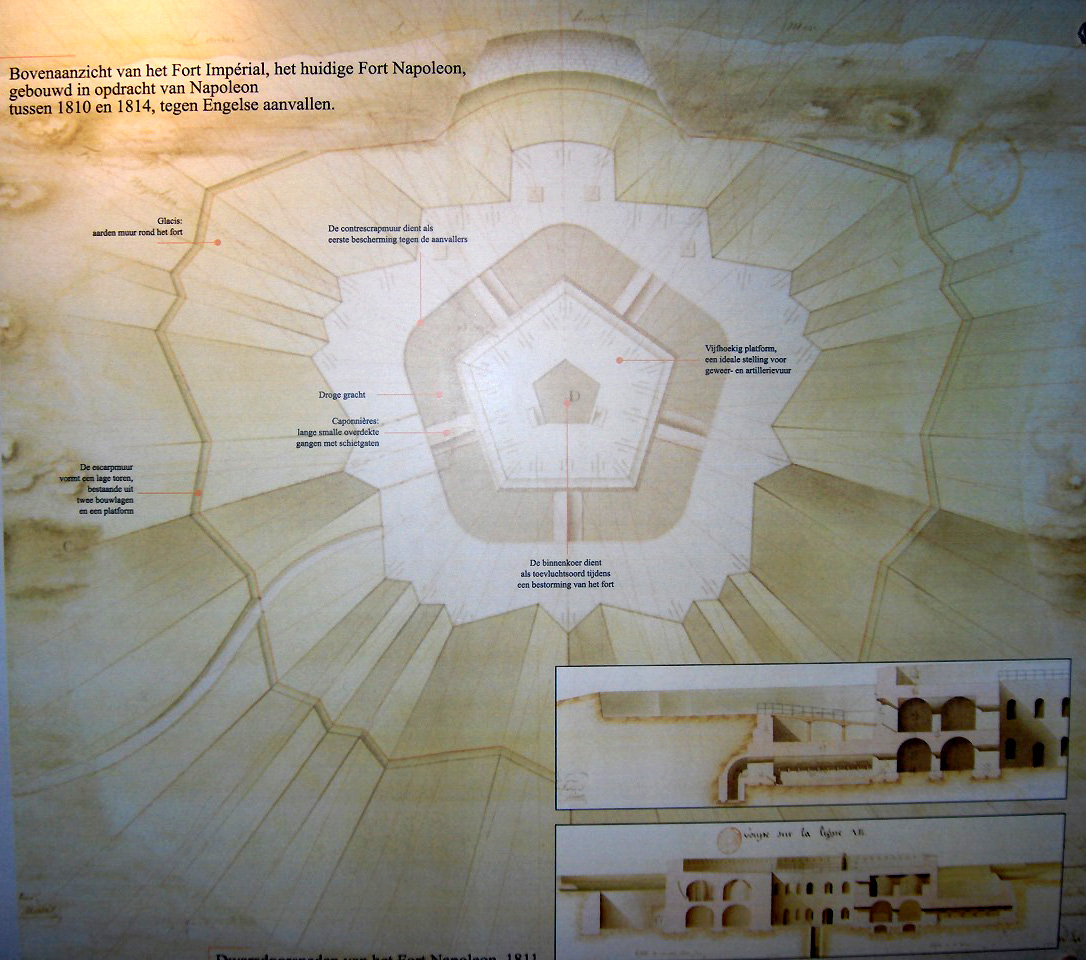
Schematisch plan van het fort

## Bouw
Het fort behoort typologisch tot de "tours et redoutes modèle 1811", een vestingconcept voor torenforten die zonder al te veel kosten en tamelijk vlug konden worden gebouwd. Er werd gekozen voor een vijfhoekig torenfort met escarp en contrescarp. Het noordelijke punt is naar zee gericht voor een maximaal schootsveld. De toren (met twee bouwlagen) is ongeveer 10 m hoog. Elke zijde meet 27,40 m. Er werd gebouwd met rode handgevormde baksteen gemetseld in kruisverband. Er is een vijfhoekige binnenkoer (met waterput), met een zijde van 8,40 m. Het geheel rust op een fundering van een rooster van zware houten balken, die op hun beurt rusten op massieve hardstenen blokken op een diepte van 0,75 m. Het fort is omringd door een droge gracht van 10 m breed met aan de buitenkant een acht meter hoge ring- en schoormuur. Vanaf de binnenring werd er telkens een caponnière gebouwd naar elke zijde van het fort.
De werken begonnen in juli 1811 met het uitgraven van de funderingen door Spaanse krijgsgevangenen en opgeëiste plaatselijke bouwvakkers. Er werd een licht afhellend glacis aangebracht in een omtrek van 500 m. Dit moest de aanvaller beletten zwaar geschut op te stellen. Plaatselijke bouwlieden voerden in snel tempo het metselwerk uit, zodat de ruwbouw van het fort klaar was in 1812. Hierbij moet men bedenken dat de muren 2,65 m dik zijn en er meer dan 8,1 miljoen bakstenen werden gebruikt. In december 1813 was het fort zo goed als klaar, maar de afwerking werd slechts voltooid in het begin van 1814. Toen was de ster van Napoleon Bonaparte al danig aan het tanen na de desastreuze veldtocht in Rusland en de Volkerenslag bij Leipzig (16-19 oktober 1813). Hierdoor heeft dit fort in feite nooit een beleg of militaire actie meegemaakt en dus nooit enig militair nut gehad.
Het fort Royal, aan de westkant van Oostende was gebouwd volgens hetzelfde bouwplan, maar was nog niet klaar toen Napoleon ten val kwam. De bouw werd verder afgewerkt door Engelse soldaten, die dit fort, als zoete wraak, prompt Fort Wellington noemden. Dit fort werd einde 19e eeuw afgebroken. Nu bevindt zich op die plaats de Wellingtonrenbaan.

## Indeling

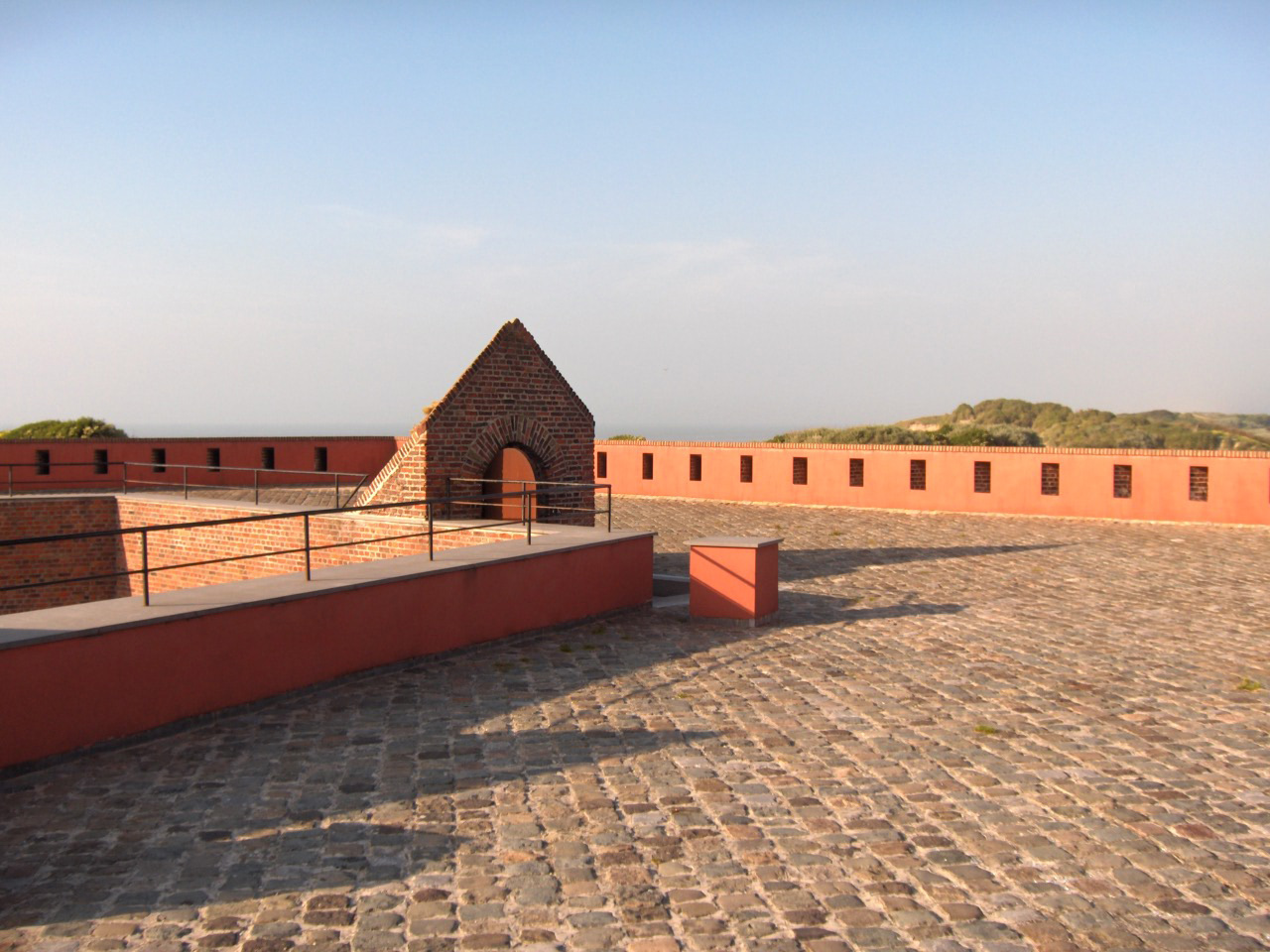
Dakplatform met schietgaten

Het imposante bakstenen gebouw, gebouwd volgens een standaardplan van Franse militaire ingenieurs, bestaat uit twee verdiepingen kazematten. De benedenverdieping bevat twee corridors, afgescheiden door pijlers. In de vijf hoeken is er een open haard ingebouwd om deze kille ruimtes toch een beetje warmte te bezorgen. Deze verdieping bevat een bakkerij, een keuken, een munitieopslagplaats en enkele magazijnen. Ze geven ook toegang tot de caponnières en tot de binnenkoer. Twee smalle trappengangen leiden naar boven tot aan het dakplatform. De eerste verdieping dient als slaapplaats voor 500 militairen, met afzonderlijke vertrekken voor officieren en onderofficieren. Hier zijn er 96 schietgaten in de buitenmuur. Het dakplatform diende als uitkijkpost en voor eventuele plaatsing van kanonnen.
De centrale toren heeft een omtrek van 137 m en is omringd door een droge vestinggracht van 10,10 meter breed met vijf caponnières met elk langs weerskanten tien schietgaten voor het kleine flankement (schietgalerij aan de voet van de toren en de contrescarp, waar flankerend geschut opgesteld kon worden). Een eventuele aanvaller, die toch over de contrescarp (6 m hoog) had kunnen afdalen, zat vast in een zone tussen twee caponnières. Hij had geen uitweg en zou ongenadig neergeschoten worden in de vestinggracht. Deze caponnières hebben een puntig zadeldak om te beletten dat er ladders konden worden op geplaatst voor aanval op de centrale toren.
De contrescarp is, na de Belgische onafhankelijkheid, verhoogd met twee meter. Hierdoor kwamen de schietgaten in de bovenste verdieping van de toren lager te liggen dan de contrescarp en verloren daardoor hun nut. De contrescarp is aan de basis 2,85 m dik en bovenaan nog slechts 1 m. Pas na deze verhoging heeft deze contrescarp gediend als steunmuur om het duinzand tegen te houden.
Rondom het fort wordt er een dubbele gedekte weg met palissades (hindernis met rijen aangepunte palen) en met een glacis (flauw hellend buitentalud) aangelegd.

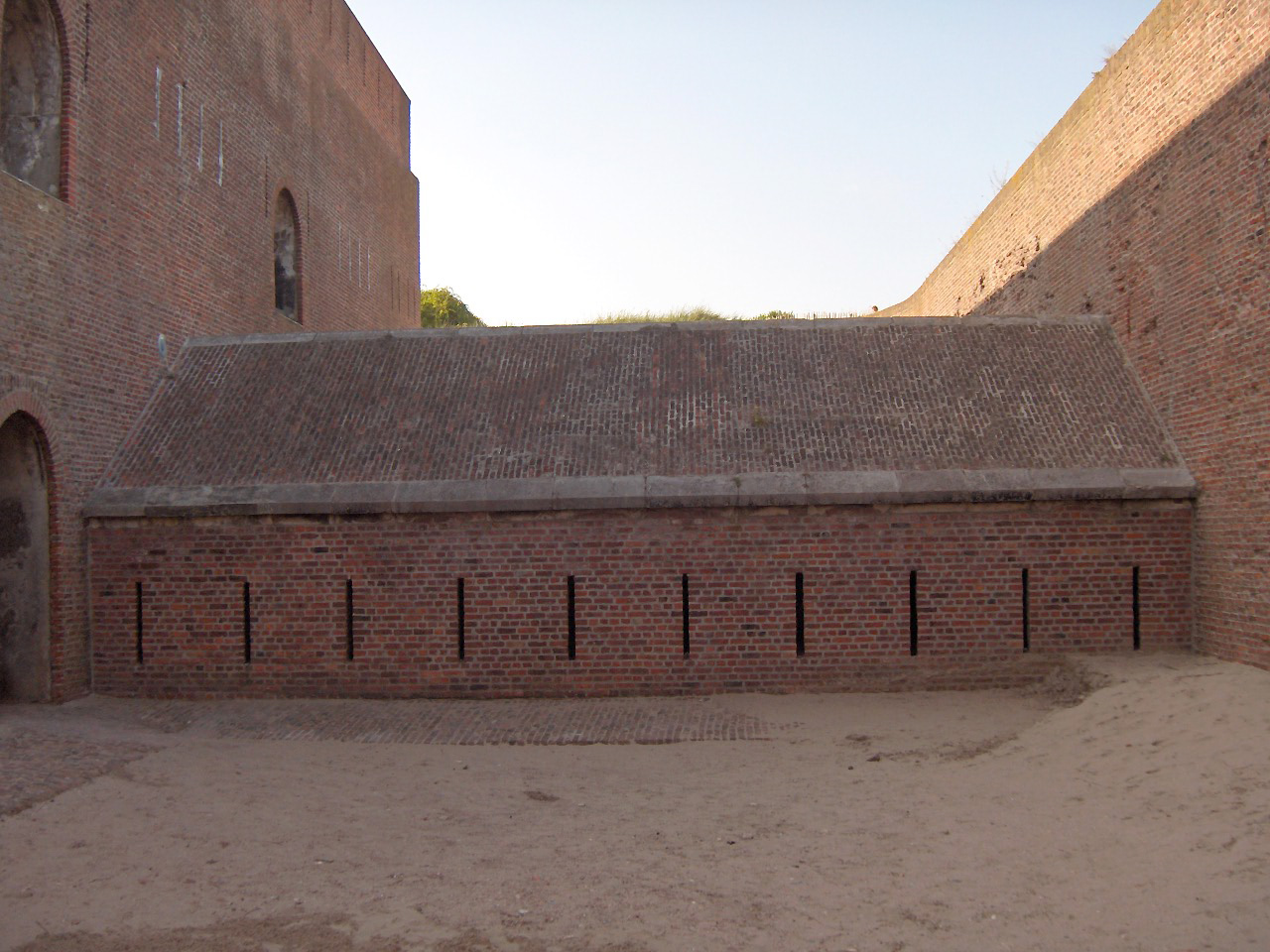
Caponnière

## Gebruik
De bezetting van dit fort is, in de loop der jaren, aan grote schommelingen onderhevig geweest.
In de Franse tijd (medio 1813-1814) waren er 100 fuseliers en 41 artilleristen gelegerd in dit fort, hoewel er voorzien was op een getalsterkte van 500 soldaten. Er waren 36 kanonnen en 10 mortieren. Kort daarop, op 13 april 1814, trokken de Fransen zich terug en ontruimden dit fort.
Het fort heeft nadien vele functies vervuld. In de Conventie van Londen (26 juni 1814) werd bepaald dat Oostende deel uitmaakte van de zg. Wellington-linie, waarbij Engeland, Oostenrijk, Rusland en Pruisen militair toezicht kregen in het Koninkrijk der Nederlanden. Het Fort Impérial veranderde van naam, eerst tot Fort de Souverein en spoedig daarna tot Fort William (naar de Nederlandse koning Willem). Vanaf 1815 waren er Hollandse militairen gelegerd. Maar het militair belang van dit fort was sterk verminderd, vermits de vijand niet meer uit zee verwacht werd. Het geschut werd met bijna de helft verminderd tot acht kanonnen en 36 handmortieren. Het fort kreeg regelmatig inspectiebezoeken, onder andere van de hertog van Wellington (1818 en 1819) en Wilhelm I (de latere Pruisische koning) (1819 en 1829).
De bemanning van het fort werd regelmatig verminderd in aantal en uiteindelijk waren er nog slechts twee soldaten gelegerd. Het fort verloederde langzaam en vandalisme en diefstal kwamen op grote schaal voor (waarschijnlijk met medeweten van deze soldaten).
Na de Belgische onafhankelijkheid in 1830 werden er Belgische militairen gelegerd. In 1847 werd besloten tot opheffing van de Wellingtonlinie. De regering besloot tot het bouwen van een fortengordel rond Antwerpen, Luik en Namen. Op 20 maart 1865 besloot de minister van oorlog baron Félix Chazal tot opheffing van het statuut van Oostende als vestingstad. Beide forten bleven weliswaar militair gebied, maar werden in de praktijk niet meer gebruikt. Ondertussen was het fort William al in 1830 omgedoopt tot fort Leopold en kort daarna tot fort Napoleon. Het feit dat Oostende zich toen sterk begon uit te breiden in westelijke richting, heeft het fort Napoleon (gelegen op de oosteroever) gered van de slopershamer.
In 1870, gedurende de Frans-Pruisische Oorlog, werden er ongeveer 100 Franse soldaten geïnterneerd, die in het neutrale België kwamen schuilen na de Slag bij Sedan (1-2 september 1870). Zij werden bewaakt door het 7de Linie-regiment. Er werden ook nog honderd Fransen geïnterneerd in het fort Wellington, bewaakt door het 4de Linie-regiment. De Oostendse bevolking, op verzoek van de Franse consul, toonde zijn warm hart en schonk hen eten, dekens en warme kledij. De geïnterneerden werden vrijgelaten in het voorjaar van 1871. Zij bedankten hierbij de plaatselijke bevolking voor de goede zorgen.

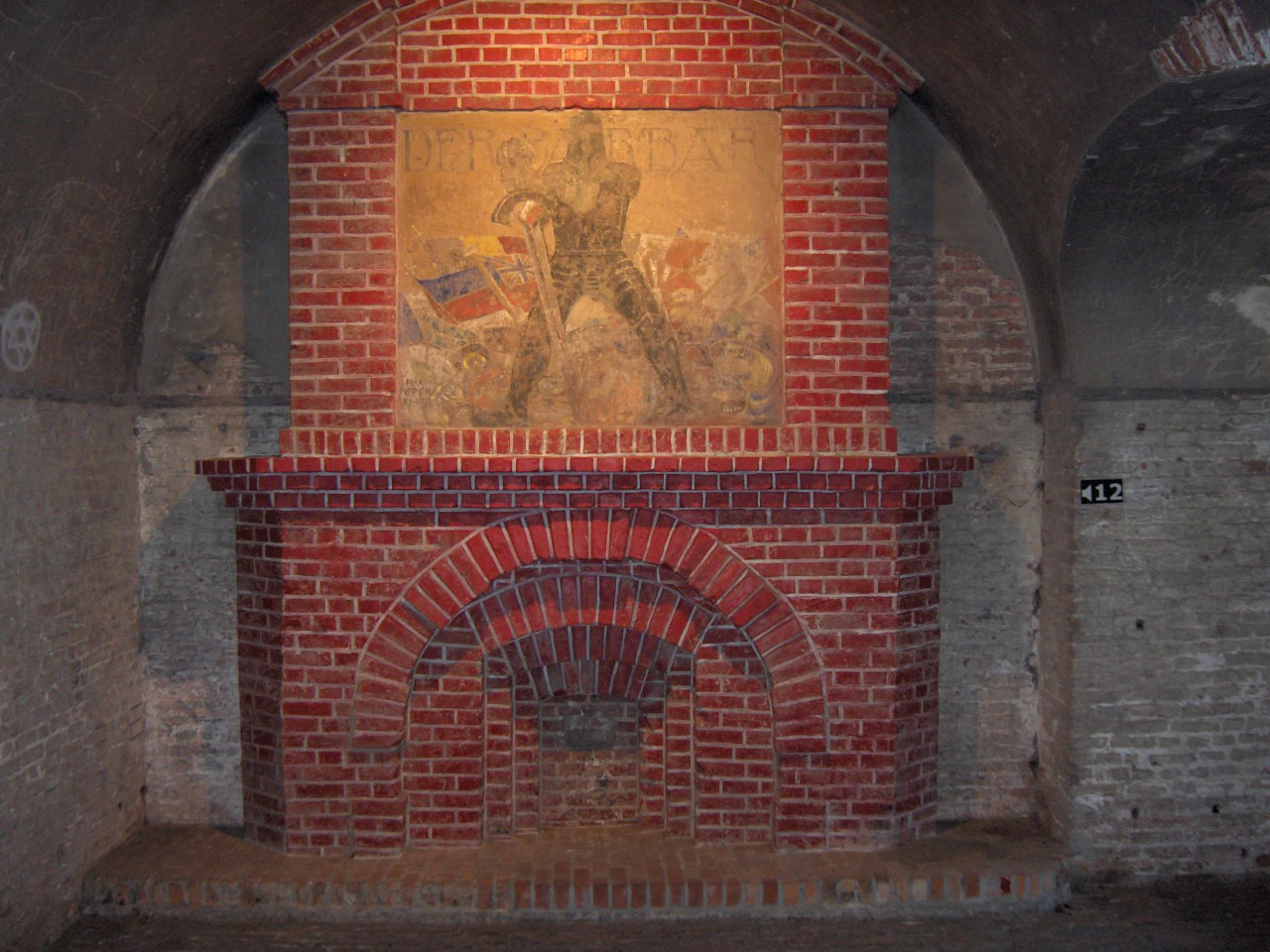
Der Barbar, Heinrich-Otto Pieper

Hierna verdween het militair belang van dit fort. Er was geen wachtpost meer en de laatste stukken bewapening werden weggenomen. Het leger en de burgerwacht hielden nu en dan oefeningen in en rond het fort. Het fort werd niet meer onderhouden en verloederde snel. De gracht verzandde. Op 4 augustus 1887 werd het fort officieel buiten gebruik gesteld en werd de toegang afgesloten.
Tijdens de Eerste Wereldoorlog werd fort Napoleon door de Duitse bezetter opnieuw ingezet voor de kustverdediging. Er werden een groot aantal kanonnen opgesteld. Achter het fort stond de Hindenburgbatterij, vier zware geschutseenheden met een bereik van 12 km. Het fort werd ontzand en ingericht als vergaderkwartier van de artillerie. Er werden twee extra toegangen gehakt in de omwallingsmuur, zodat de centrale toren kon worden bereikt via de caponnières. Er werd elektriciteit, centrale verwarming en leidingswater aangelegd. De benedenverdieping werd gebruikt als luxueuze mess voor de Duitse officieren, met stoffering van de inboedel afkomstig uit verlaten villa's. In die periode werden er muurschilderijen aangebracht, waarvan nog gedeelten bewaard zijn gebleven, zoals 'Der Barbar"1915" van de soldaat-kunstenaar Heinrich-Otto Pieper (1881-1968), aangebracht op de schoorsteenmantel en een allegorische persiflage op de 'Bremer Stadsmuzikanten' rond de opening ernaast. 'Der Barbar' stelt op indrukwekkende wijze een geharnaste Duitse ridder voor met het slagzwaard op de keel van een Schot. Ernaast liggen de afgehakte hoofden van een Italiaan, een Fransman, een Japanner, een Senegalees en een Rus. Dit alles is oorlogspropaganda waarbij Franse en Duitse intellectuelen elkaar bestoken met schotschriften over "la civilisation" versus "der Barbarei".
Op 25 juli 1916 kreeg het fort zelfs bezoek van de Duitse keizer Wilhelm II en zijn zonen Sigismund en Adalbert, en op 28 mei 1917 ook van veldmaarschalk Paul von Hindenburg.

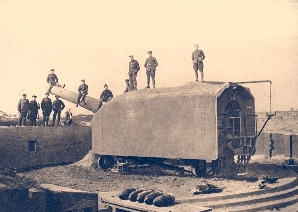
Hindenburgbatterij in de handen van het Belgisch leger (1918)

Na de aftocht van de Duitsers in oktober 1918 werd het fort geplunderd en vernield door de woedende Oostendse bevolking. Het fort was nu opnieuw een ruïne.
Het fort werd opnieuw korte tijd gebruikt als interneringsplaats voor Vlaamsgezinde frontsoldaten. Deze werden later ingezet als houthakkers in de bossen van de Orne.
Na de Eerste Wereldoorlog was er een plan om het fort in te richten als oorlogsmuseum. Uiteindelijk werd het fort de locatie van het Heemmuseum Liebaert, dat voor de oorlog nog in het Maria-Hendrikapark gevestigd was. Hiertoe werden enkele grote werken uitgevoerd. Het fort kreeg in de periode 1929-1932 een grote onderhoudsbeurt. Het opgehoopte zand werd per spoor weggevoerd. Enkele schietgaten in de escarpemuur werden opengekapt en omgevormd tot ramen in Romaanse stijl. Het dakplatform werd waterdicht gemaakt met een dikke betonlaag en omgevormd tot drankgelegenheid. Het werk was afgerond in juni 1931. De inrichting tot heemkundig museum kwam er onder impuls van de Oostendse historicus, bibliothecaris en archivaris Carlo Loontiens. Enkele zalen verwezen naar de geschiedenis van Oostende, van het Beleg van Oostende, de Oostendse Compagnie tot de Eerste Wereldoorlog. Andere zalen hadden een heemkundig karakter of verwezen naar de plaatselijke folklore. René Hansoul schilderde enkele grote taferelen voor dit museum: episodes uit het leven van Napoleon in relatie tot Oostende, de Hollandse Tijd, de bouw van het fort, en de militaire batterijen op de oosteroever gedurende de Eerste Wereldoorlog. De fresco's van Pieper werd gerestaureerd door Gustaaf Van Heste in 1932. Hij werd tevens huisbewaarder van dit museum en ging er met gezin wonen. Het museum had enig succes, had na de eerste seizoen reeds meer dan tienduizend bezoekers.

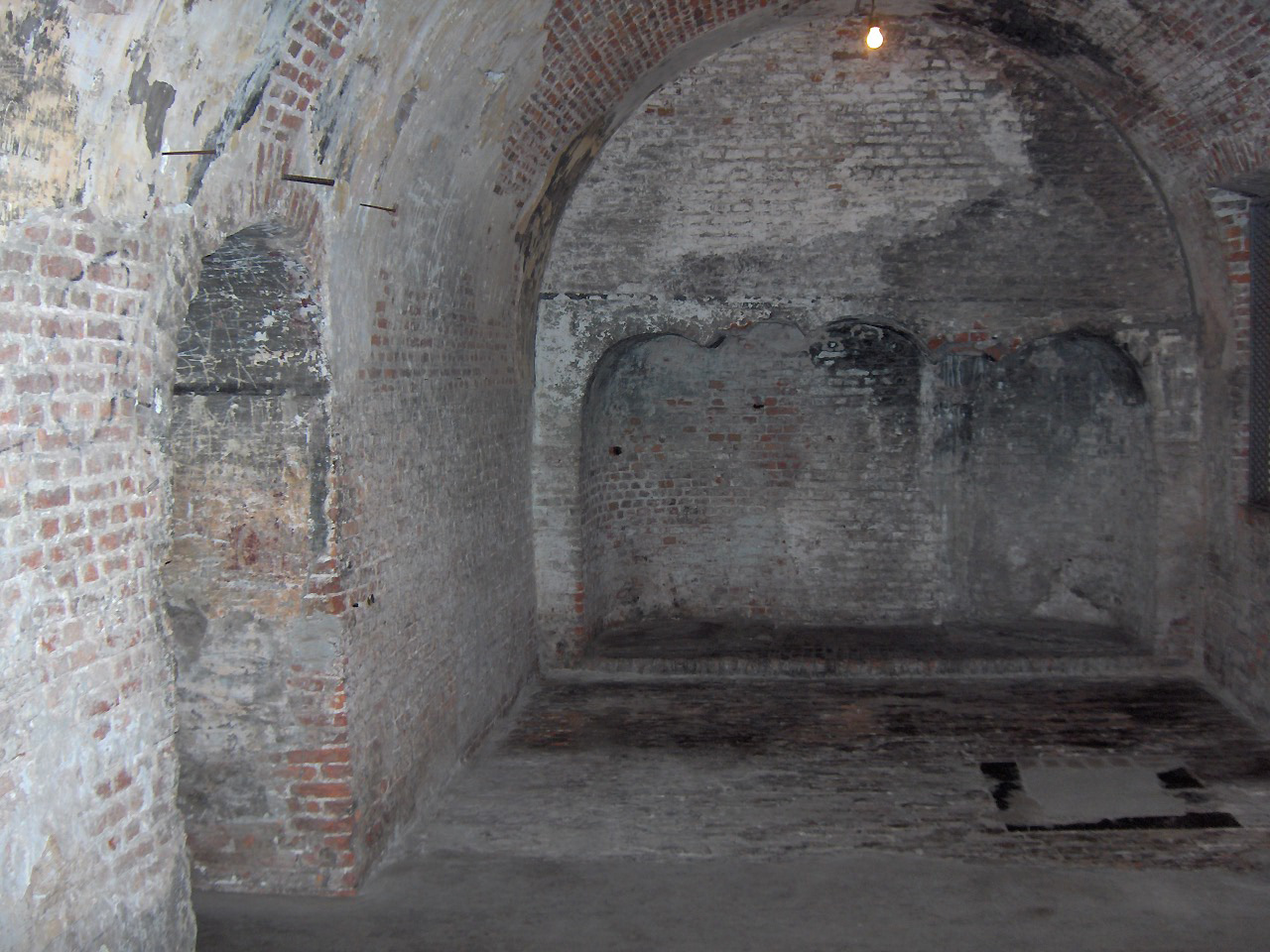
Keuken

Maar in 1938, bij het naderen van de Tweede Wereldoorlog, kreeg het fort opnieuw een beperkte militaire betekenis. In 1939 werd er een militaire observatiepost ingericht. Het museum sloot. Er kwam een afdeling van 'Défense Terrestre contre Aeronefs'. Gedurende de Achttiendaagse Veldtocht brachten ingekwartierde Franse soldaten er grote vernielingen aan. Bij een luchtbombardement van de Oostendse haven op 15 mei 1940 werd het fort weliswaar niet geraakt, maar toch werden veel stukken uit het museum beschadigd of vernield door de luchtverplaatsing van bommen die vlakbij gevallen waren.
Op 31 mei 1940 nam de Duitse leger dit fort opnieuw in gebruik als kazerne voor artilleristen. Het museum werd opgedoekt. Het zilverwerk en andere waardevolle stukken uit het museum waren vlug verdwenen. De weinig resterende stukken uit het museum werden op 18 juni 1940 overgebracht naar de kelders van het gerechtshof in Oostende. Het dakplatform werd van beton voorzien en ingericht als mitrailleurpost.
Na de bevrijding in 1944 werd het fort opnieuw geplunderd door de Oostendse bevolking. Kort daarop waren er Britse en Belgische infanteristen gelegerd. Zij stonden tot eind 1946 in voor de bewaking van het nabijgelegen krijgsgevangenenkamp en militair hospitaal. Aldus logeerden er tussen december 1944 en januari 1946 een Engelse medische eenheid 105th British General Hospital. Tevens logeerden er tot einde juni 1946 twee pelotons van de 5e compagnie van het 51e fuselierbataljon van het Belgisch leger. Na hun vertrek stond het fort weer leeg.
Daarna bleef het fort weliswaar militair domein, maar het werd nog nauwelijks gebruikt. Het omgevende terrein werd gezuiverd van munitie en mijnen. Op 28 oktober 1949 besliste de Oostendse gemeenteraad het fort te gebruiken als kinderspeelplein gedurende de zomermaanden. In maart 1951 werd het fort opnieuw overgedragen aan het ministerie van Landsverdediging. Het werd een tijdje gebruikt als oefenterrein en als opslagplaats voor allerhande militair materieel. Het kinderspeelplein verhuisde naar het ernaast gelegen openluchtcentrum 'Duin en Zee'. Maar ook het leger verloor alle interesse in het fort. In 1956 werden de toegangen dichtgemetseld. Na overdracht in 1963 naar het ministerie van Financiën werden er nog enkele onderhoudswerken uitgevoerd.
Er kwam een lange periode van verloedering, waarbij het fort gedeeltelijk verdween onder het duinzand. Het fort en het duingebied eromheen werden tot beschermd monument en landschap verklaard op 6 juli 1976. Het stadsbestuur van Oostende was niet gelukkig met deze beslissing en stelde alles in het werk om deze klassering ongedaan te maken. De bescherming als monument belette niet de verdere aftakeling van het fort.
Er kwamen verschillende voorstellen om het fort te hergebruiken als marinemuseum, als kijk- en kinderboerderij of als hotel. Maar hiervan kwam niets terecht en het fort verviel verder. Het glacis eromheen verdween of raakte volgebouwd.
Op 8 maart 1995 werd het fort onteigend van de federale regering en op 20 augustus 1996 in erfpacht gegeven aan Erfgoed Vlaanderen. Erfgoed Vlaanderen vzw ging in 2012 op in de nieuwe Vlaamse erfgoedorganisatie Herita die thans instaat voor het beheer van de site. Het fort werd in verschillende fases prachtig gerestaureerd in de periode 1995-2000. De overblijfselen van de muurschilderingen werden gerestaureerd en de graffiti op de muren werd bewaard. Er werd besloten van het fort een toeristische attractie te maken en het een cultureel-educatieve bestemming voor het grote publiek te geven.
Het fort werd officieel heropend op 7 april 2000 en is nu ingericht als museum over 'de evolutie van de Europese vestingbouw' en 'het Beleg van Oostende'. Het Fort Napoleon is een toeristische trekpleister geworden. Het doet in de zomer eveneens dienst als plaats voor Theater aan Zee. Een modern restaurant is op harmonieuze wijze ingebouwd als zwevende glazen constructie boven een gehalveerde caponnière tussen de centrale toren en de buitenmuur.
Er bestaan nu plannen voor beperkte heraanleg van het historisch glacis.

## Fort Napoleon in de kunst

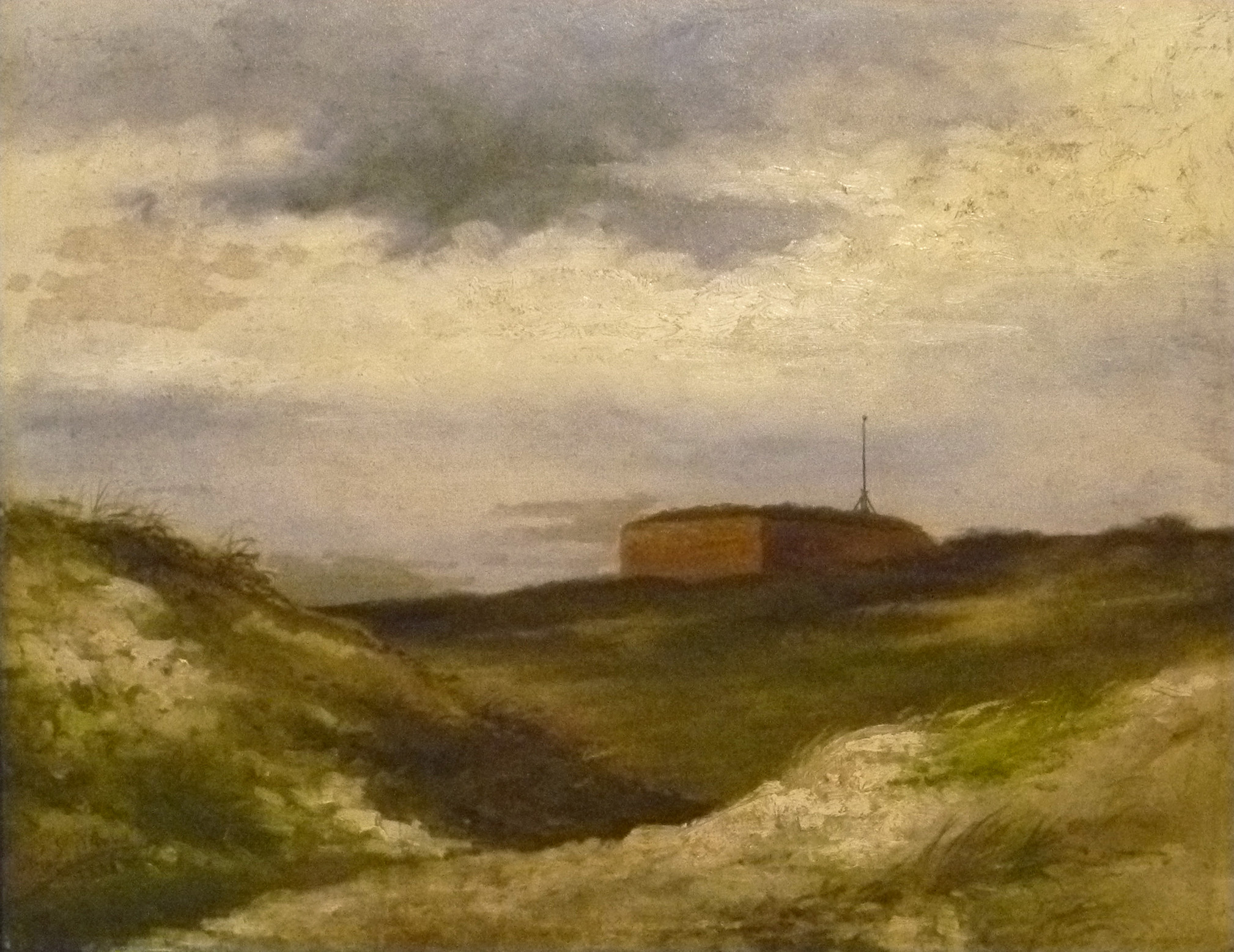
"Fort Napoleon" (1885) door Emile Spilliaert

Het Fort Napoleon is een geliefd onderwerp voor veel kunstschilders. Bekend zijn de werken van James Ensor (1876), Emile Spilliaert (1858-1913) uit 1885 en zijn achterneef Léon Spilliaert (1881-1946) uit 1934, met een zicht op de toegangspoort (van het toenmalig heemkundig museum) en een caponnière.